# David Bamber
David James Bamber (Walkden, Lancashire, 19 september 1954) is een Brits acteur. Hij is bekend van zowel televisie- als theaterwerk. Hij is lid van de Royal Academy of Dramatic Art.

## Carrière
Bamber heeft aan diverse Britse televisie- en miniseries meegewerkt. Hij is vooral bekend van zijn rol in de serie Rome, waar hij de rol van Marcus Tullius Cicero speelde, en zijn optreden in de BBC-miniserie Pride and Prejudice waarin hij de rol van de ijdele Mr. Collins vertolkte.
Bamber is eveneens een bekend theateracteur. Hij won in 1995 de Laurence Olivier Award voor "beste acteur" voor zijn rol als Guy in My Night with Reg, een rol die hij opnieuw vertolkte in de BBC-televisiebewerking in 1996.
In de film Valkyrie speelt Bamber de rol van Adolf Hitler.

## Filmografie
| Jaar | Titel                     | Rol                        | Opmerking                           |
| ---- | ------------------------- | -------------------------- | ----------------------------------- |
| 2020 | Enola Holmes              | Sir Whimbrel               | Geregisseerd door Harry Bradbeer    |
| 2008 | Valkyrie                  | Adolf Hitler               | Geregisseerd door Bryan Singer      |
| 2007 | The All Together          | Robin Swain                | Geregisseerd door Gavin Claxton     |
| 2006 | Miss Potter               | Fruing Warne               | Geregisseerd door Chris Noonan      |
| 2005 | The Clap                  | Krzysztof Veneer           | Geregisseerd door Geoff Lindsey     |
| 2003 | I Capture the Castle      | Vicar                      | Geregisseerd door Tim Fywell        |
| 2002 | Gangs of New York         | Passenger                  | Geregisseerd door Martin Scorsese   |
| 2002 | The Bourne Identity       | Consulate Clerk            | Geregisseerd door Doug Liman        |
| 1996 | Wet and Dry               |                            | Geregisseerd door John McKay        |
| 1995 | Pride and Prejudice       | Mr. Collins                | Geregisseerd door Simon Langton     |
| 1992 | Year of the Comet         | Albert                     | Geregisseerd door Peter Yates       |
| 1992 | Dakota Road               | Man on the train           | Geregisseerd door Nick Ward         |
| 1988 | High Hopes                | Rupert Booth-Braine        | Geregisseerd door Mike Leigh        |
| 1985 | The Doctor and the Devils | Cronin                     | Geregisseerd door Freddie Francis   |
| 1982 | Privates on Parade        | Flight Sgt. Charles Bishop | Geregisseerd door Michael Blakemore |